# An Moerenhout
An Moerenhout (Bonheiden, 5 december 1983) is een Belgisch politica voor Groen.

## Biografie
Haar middelbare studies volgde Moerenhout in het Sint-Theresiacollege in Kapelle-op-den-Bos, waarna ze tot 2005 geschiedenis studeerde aan de Katholieke Universiteit Brussel en later nog aan de Katholieke Universiteit Leuven. Aan die laatste universiteit behaalde ze in 2006 een masterdiploma Internationale Betrekkingen
Na haar studies was ze enige tijd actief als freelancejournaliste. Vervolgens was ze van 2009 tot 2010 als adviseur allochtone studenten verbonden aan de KU Leuven en daarna van 2010 tot 2011 was ze aan de slag als educatief medewerker voor het Centrum voor Basiseducatie. Van 2011 tot 2014 was ze persmedewerker van Groen, een functie die Moerenhout vanaf 2012 uitoefende in het Vlaams Parlement. Bij de gemeenteraadsverkiezingen van oktober 2012 stond ze op de achttiende plaats van de Groen-lijst in Kapelle-op-den-Bos, maar ze werd niet verkozen.
Bij de Vlaamse verkiezingen van 25 mei 2014 werd ze vanop de tweede plaats verkozen op de Groen-lijst in Vlaams-Brabant met 9422 voorkeurstemmen. In juni 2014 legde ze zwanger de eed af als volksvertegenwoordiger (ze werd moeder van een zoon in augustus 2014) en in het Vlaams Parlement legde ze zich toe op de thema’s Wonen, Armoede, Inburgering en Vlaamse Rand. Van 2014 tot 2019 was ze ondervoorzitter van de commissie Wonen, Armoedebeleid en Gelijke Kansen.
Bij de Vlaamse verkiezingen van 26 mei 2019 was Moerenhout lijsttrekker van de Vlaams-Brabantse Groen-lijst. Ze werd herkozen met 18.806 voorkeurstemmen. Ditmaal werd Moerenhout in het Vlaams Parlement lid van de commissies Wonen en Onroerend Erfgoed en Brussel en de Vlaamse Rand en Dierenwelzijn en in 2020 nam ze tevens zitting in de commissie Binnenlands Bestuur, Gelijke Kansen en Inburgering. In 2024 stelde ze zich niet meer kandidaat voor een derde termijn.
Daarnaast werd Moerenhout ook actief als medeoprichter en voorzitter van Sankarproject Vlaanderen, een organisatie waarvan leden en sympathisanten zich inzetten voor lokale onderwijsprojecten in de Kathmanduvallei te Nepal. Ze werd ook actief bij 11.11.11.